# (13816) Stülpner
(13816) Stülpner, désignation internationale (13816) Stulpner, est un astéroïde de la ceinture principale.

## Description
(13816) Stulpner est un astéroïde de la ceinture principale. Il fut découvert le 29 décembre 1998 à Drebach par Jens Kandler. Il présente une orbite caractérisée par un demi-grand axe de 2,55 UA, une excentricité de 0,13 et une inclinaison de 12,9° par rapport à l'écliptique.

## Compléments